# Taisiia Onofriichuk
Taisiia Onofriichuk (en ukrainien : Таї́сія Андріївна Онофрійчу́к), née le 26 mai 2008 à Kiev, est une gymnaste rythmique ukrainienne.
Elle est médaillée d'argent aux Championnats du monde juniors des clubs 2023, puis médaillée de bronze au cerceau aux Championnats d'Europe 2024.
Elle a représenté l'Ukraine aux Jeux olympiques d'été de 2024 au concours général individuel féminin de gymnastique rythmique, où elle s'est qualifiée pour la finale et a terminé à la 9e place.
Au niveau national, elle est double championne d'Ukraine du concours général (2024 et 2025).
Elle est championne d'Europe du concours général 2025.
Début avril, à l'issue de la première étape des 2025 FIG Rhythmic Gymnastics World Cup series (en) à Sofia, elle remporte la médaille d'or.